# Myrthes Monteiro
Myrthes Monteiro (anhörenⓘ; geb. am 8. März 1986) ist eine brasilianische Schauspielerin, Tänzerin, Sängerin und Synchronsprecherin. Nach ihrer Migration nach Deutschland wurde sie dort vor allem als Musicaldarstellerin bekannt.

## Frühes Leben und Ausbildung
Monteiro absolvierte in Sao Paulo eine Ausbildung an der Brazilian Academy of Circus und studierte dort Gesang, Schauspiel und Tanz, darunter klassisches Ballett, Stepptanz, Flamenco und Street Dance. 2002 machte sie ihren Abschluss als professionelle Tänzerin.

## Karriere

### In Brasilien (bis 2007)
Von 2005 bis 2006 gehörte Monteiro in Sao Paulo zum Ballett-Ensemble von Das Phantom der Oper sowie als Tänzerin in A dream is a wish und My fair Lady. Neben dem Tanz arbeitete Monteiro in Brasilien auch als Synchronsprecherin, Sprecherin für diverse TV-Sendungen und Werbespots, sowie als Sängerin.

### In Deutschland (ab 2007)
2007 migrierte Monteiro nach Deutschland, wo sie zunächst als Tänzerin und Sängerin des Ensembles beim Hamburger Musical Der König der Löwen auftrat. Anschließend arbeitete sie am Colosseum Theater Essen bei Buddy Holly Show, wo sie die Rolle der Maria Elana Santiago verkörperte. In Berlin trat sie als Gesangssolistin bei Dirty Dancing auf, und tourte mit Cats durch Europa. Im Stage Theater des Westens spielte sie bei Tanz der Vampire die Zweitbesetzung der Sarah. An der Oper Graz spielte sie die Rolle der Carmen in Fame. 2015 spielte sie in Flashdance in St. Gallen die Rolle der Alex Owens. An der Oper Leipzig war sie als Maria in West Side Story zu sehen, sowie nach 2018 im gleichen Stück am Staatstheater Nürnberg in der Rolle der Anita.
2015 erhielt Monteiro die Hauptrolle der Jasmin im Disney-Musical Aladdin, auch für die CD-Audioaufnahme sang sie die Lieder des Musicals. 2018 verließ sie das Ensemble und ging ans Landestheater Linz, wo sie seither die Rolle der Lise in Ein Amerikaner in Paris spielt. Ebenso hatte sie in Linz Rollen als Sarah in Ragtime und als Emmy Ephrussi in Der Hase mit den Bernsteinaugen. In Amstetten war sie als Gloria in On your Feet zu sehen.